# Gus Birney
Augusta Marsh Birney es una modelo y actriz de cine y televisión estadounidense conocida por interpretar a Alex en la serie de Netflix The Mist, basada en la novela homónima de Stephen King. Su padre, Reed Birney, es un actor de Broadway y ganador de un Premio Tony. Su madre, Constance Shulman, interpreta a Yoga Jones en la serie Orange is the New Black y ganó un premio Screen Actors Guild Award.

## Biografía
Birney nació el 27 de julio en Nueva York, hija de los actores Reed Birney y Constance Shulman. Gus fue educada en escuelas de arte escénico, su primer trabajo fue en comerciales de Clean & Clear a los 14 años de edad y a los 16 años de edad terminó la secundaria para centrarse en su carrera artística. Aunque anteriormente, Birney empezó a entrar en castings para comerciales de televisión a la edad de trece años, oficio que le abrió con el modelaje. Su primer trabajo para el modelaje fue con Click Models al lado de las modelistas veteranas Kanye West y Vivianne Hu.

### Carrera artística
En 2014, Birney actuó en su primer cortometraje: Bloody Mary de Apolline Berty y en 2015 apareció en un episodio de la serie Chicago Med, abriendo paso a nuevos proyectos, ya que en 2016 obtuvo un papel protagónico en la serie The Mist de Spike TV. En ese mismo año, Gus firmó con State Management para no dejar el modelaje, donde sigue participando hoy en día y en septiembre de 2016, apareció en la obra de teatro de Broadway Connected and the Rose Tattoo.
A partir del año 2017, la carrera de Birney empieza a brillar, ya que obtuvo el papel protagónico en la película independiente: Darcy (2017), película que narra la historia de una joven de 15 años que observa como su mundo cambia a través de la madurez, ganando un reconocimiento como actriz, actuó posteriormente en papeles menores en series de televisión como Law & Order, Instinct, Bull, Jessica Jones y ganando el papel de Jane Humphrey, un personaje recurrente en la serie Dickinson.
El 7 de septiembre de 2018, participó en el Vivienne Hu SpringSummer 2019, promocionando la nueva ropa de la moda de verano para 2019 y en 2018 y 2019 empezó a actuar en películas profesionales en papeles menores como A Rainy Day in New York y I'm Thinking of Ending Things respectivamente. Por ahora, esta filmando junto a Courteney Cox una comedia de terror de la cadena Starz llamada Shining Vale y en el primer trimestre de 2020, participó en el rodaje de la película de horror The Man in the Woods del director de cine indepndiente Noah Buschel (Bringing Rain), donde tiene el papel secundario de Suzie Hall. Durante el segundo semestre del año 2020, Gus repetirá su papel de Jane en Dickinson, que se estrenó el 8 de enero de 2021.

## Filmografía

### Cine
| Año  | Título                        | Papel                              | Notas                                             |
| ---- | ----------------------------- | ---------------------------------- | ------------------------------------------------- |
| 2017 | Darcy, this is Nowhere        | Darcy                              | Debut en largometraje. Estrenada en 2020          |
| 2018 | Here and Now                  | Lucie                              | Material de archivo, cantando la canción "Broken" |
| 2019 | A Rainy Day in New York       | Estudiante del equipo de filmación |                                                   |
| 2020 | I'm Thinking of Ending Things | Tía Eller / Chica de Tusley 2      |                                                   |
| 2020 | The Man in the Woods          | Suzie Hall                         |                                                   |
| 2021 | Plan B                        | Megan                              |                                                   |
| 2021 | Giving Birth to a Butterfly   | Marlene                            |                                                   |
| 2023 | Happiness for Beginners       | Kaylee                             |                                                   |

### Televisión
| Año  | Título                            | Papel              | Notas                                                           |
| ---- | --------------------------------- | ------------------ | --------------------------------------------------------------- |
| 2015 | Chicago Med                       | Ashley Cole        | Episodio: "Mistaken" (Temporada 1, episodio 4)                  |
| 2017 | The Mist                          | Alex Copeland      | Papel protagónico                                               |
| 2017 | Law & Order: Special Victims Unit | Kristi Martin      | Episodio: "Unintended Consequences" (Temporada 19, episodio 6)  |
| 2018 | Instinct                          | Nicki              | Episodio: "Secrets and Lies" (Temporada 1, episodio 3)          |
| 2018 | Bull                              | Penny Spiro        | Episodio: "Jury Duty" (Temporada 3, episodio 2)                 |
| 2019 | Jessica Jones                     | Birdie             | Episodio: "A.K.A You're Welcome" (Temporada 3, episodio 2)      |
| 2019 | Dickinson                         | Jane Humphrey      | Personaje recurrente                                            |
| 2019 | Insatiable                        | Jade               | Episodios: "Ladybomb" y "The Most You You Can Be" (Temporada 2) |
| 2019 | Blue Bloods                       | Carrie Ross        | Episodio: "The Real Deal"                                       |
| 2020 | The Black List                    | Angela Hendrickson | Episodio: "Nyle Hatcher" (n.º 149)                              |
| 2022 | Shining Vale                      | Gaynor Phelps      | Papel protagónico                                               |
| 2022 | Bloodythirsty Heart               | Erin               | Serie podcast                                                   |

### Cortometrajes
| Año  | Título               | Papel    | Notas                          |
| ---- | -------------------- | -------- | ------------------------------ |
| 2012 | Bloody Mary          | Victoria | Acreditada como Augusta Birney |
| 2018 | Whiteboy             | Brandy   |                                |
| 2018 | Swallow Grass Snakes | Devin    |                                |
| TBA  | Afterdeath           |          |                                |